# Logania marmorata
Logania marmorata är en fjärilsart som beskrevs av Moore 1884. Logania marmorata ingår i släktet Logania och familjen juvelvingar. Inga underarter finns listade i Catalogue of Life.

## Bildgalleri

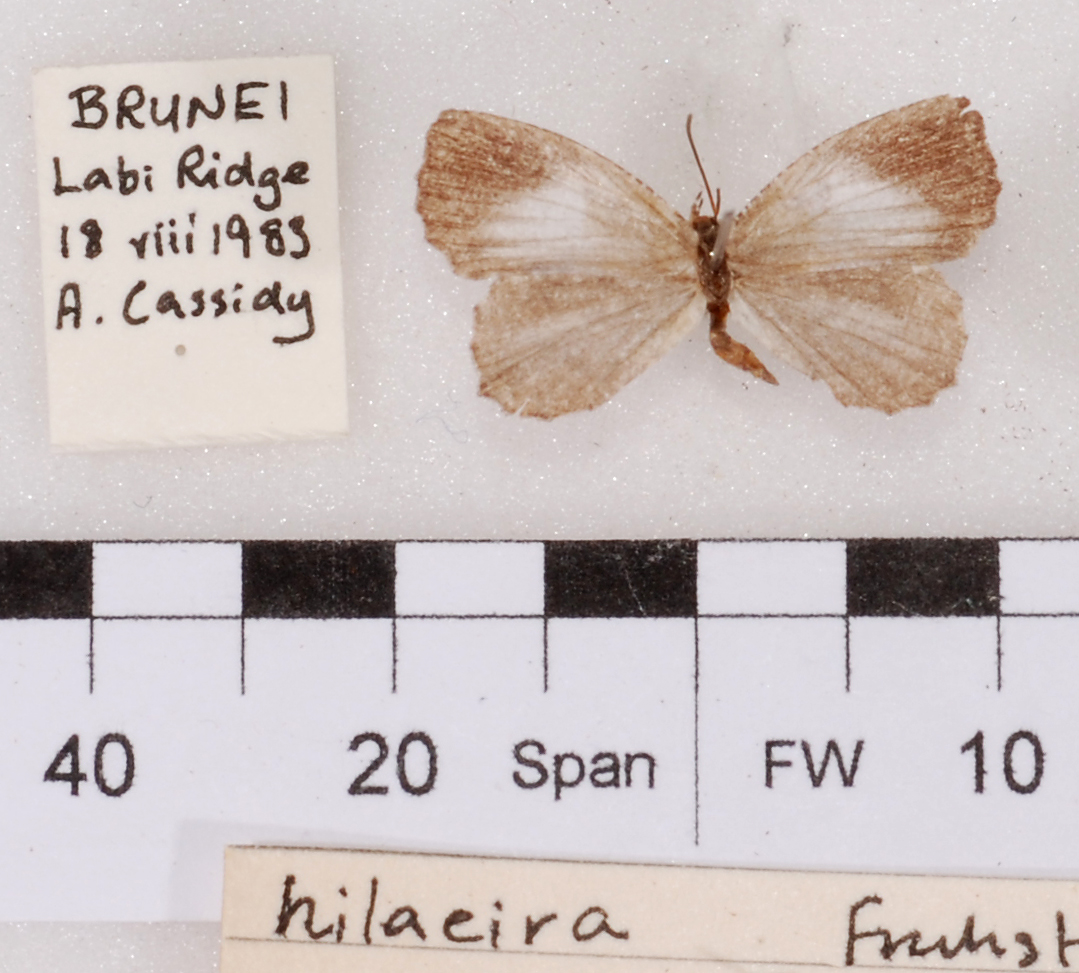
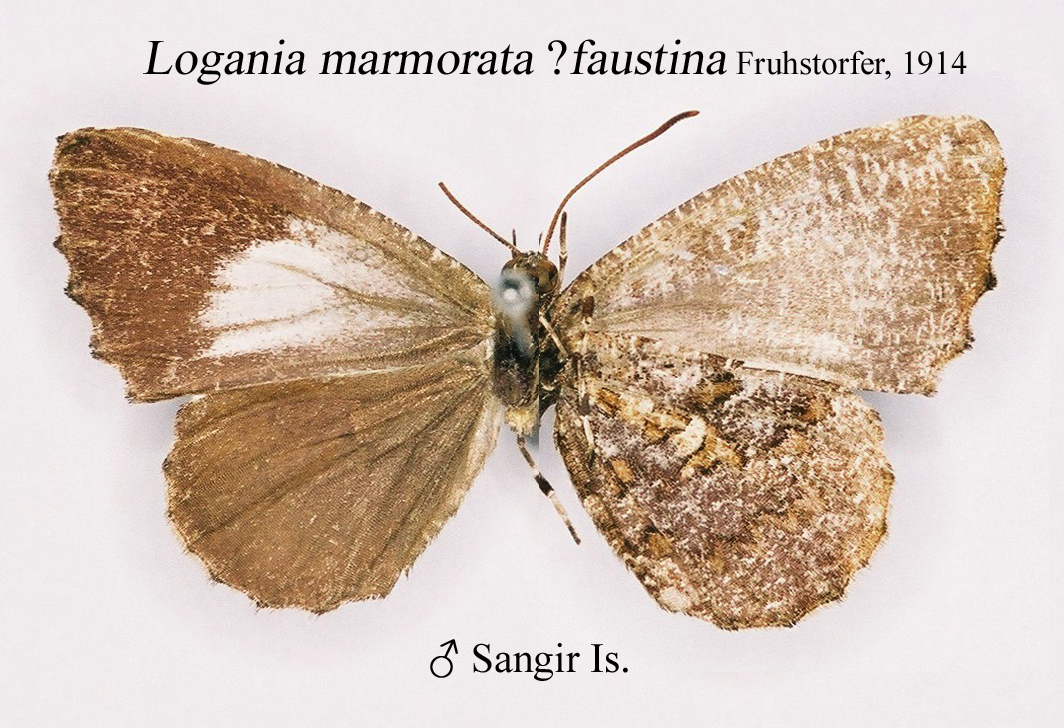